# La pareja tóxica
La pareja tóxica es el tercer álbum de estudio de la cantante jienense Zahara, publicado en el año 2011, con la discográfica Music Bus. Predominan letras y melodías más melancólicas e intimistas, con un sonido más cercano al pop-rock alternativo. El disco fue producido por Ricky Falkner.

## Antecedentes
En julio de 2011 Zahara anunció su salida de la discográfica Universal y el regreso a la autogestión. Este nuevo disco, producido por Ricky Falkner, se ha grabado en La Casa Murada (Tarragona) y su salida al mercado (prevista en principio para el 25 de octubre) sfue finalmente el 22 de noviembre del mismo año.
Además, en julio de 2011 comenzó el rodaje de una película basada en una de las canciones de la artista, donde ella encarna el papel protagonista. El título de la película es "Leñador y La mujer Ámérica" y cuenta una historia ambientada en los años 80 americanos, donde la cantante interpreta a una animadora de instituto, que se va volviendo loca. Según declaraciones de la artista el tráiler de la película saldrá a la luz el mismo día que su disco, para crear un doble impacto mediático.
El 22 de noviembre, después de algún retraso logístico sale a la venta el álbum más personal, sincero y crudo de la Jienense, de nombre "La Pareja Tóxica".

## Contenido musical
En él desgrana los dimes y diretes que tiene cualquier relación, ya sea amorosa, de pareja, de amistad, de trabajo, o simplemente la relación con uno mismo. Un álbum mucho más crudo y sin adornos que el anterior, grabado en directo con los músicos tocando a la vez y Ricky Falkner de director de orquesta.
El resultado es un gran trabajo que aún sorprende aún más en directo causa de la fuerza y energía que Zahara y su banda le dan a las canciones.

## Lista de canciones
1. El universo
2. Leñador y la mujer América
3. La mujer mayúscula y el mar
4. El caso de emergencia
5. El lugar donde viene a morir el amor
6. Del invierno
7. General Sherman y cómo Sam Bell volvió de la luna (con Ricky Falkner)
8. Mariposas
9. Camino
10. Camino a L.A.
11. Frágiles
12. Adiós
13. Pregúntale al polvo (Bonus track)

El videoclip de Leñador y la mujer América sirvió como tráiler de una película con el mismo nombre en la que la propia Zahara es la protagonista. Dicha película fue producida y realizada por NSYU Films y fue nominada a varios premios de cine independiente en España.